# Neodrasterius hisamatsui
Neodrasterius hisamatsui là một loài bọ cánh cứng trong họ Elateridae. Loài này được Ôhira & Satô miêu tả khoa học năm 1964.